# Охотник за подводными лодками

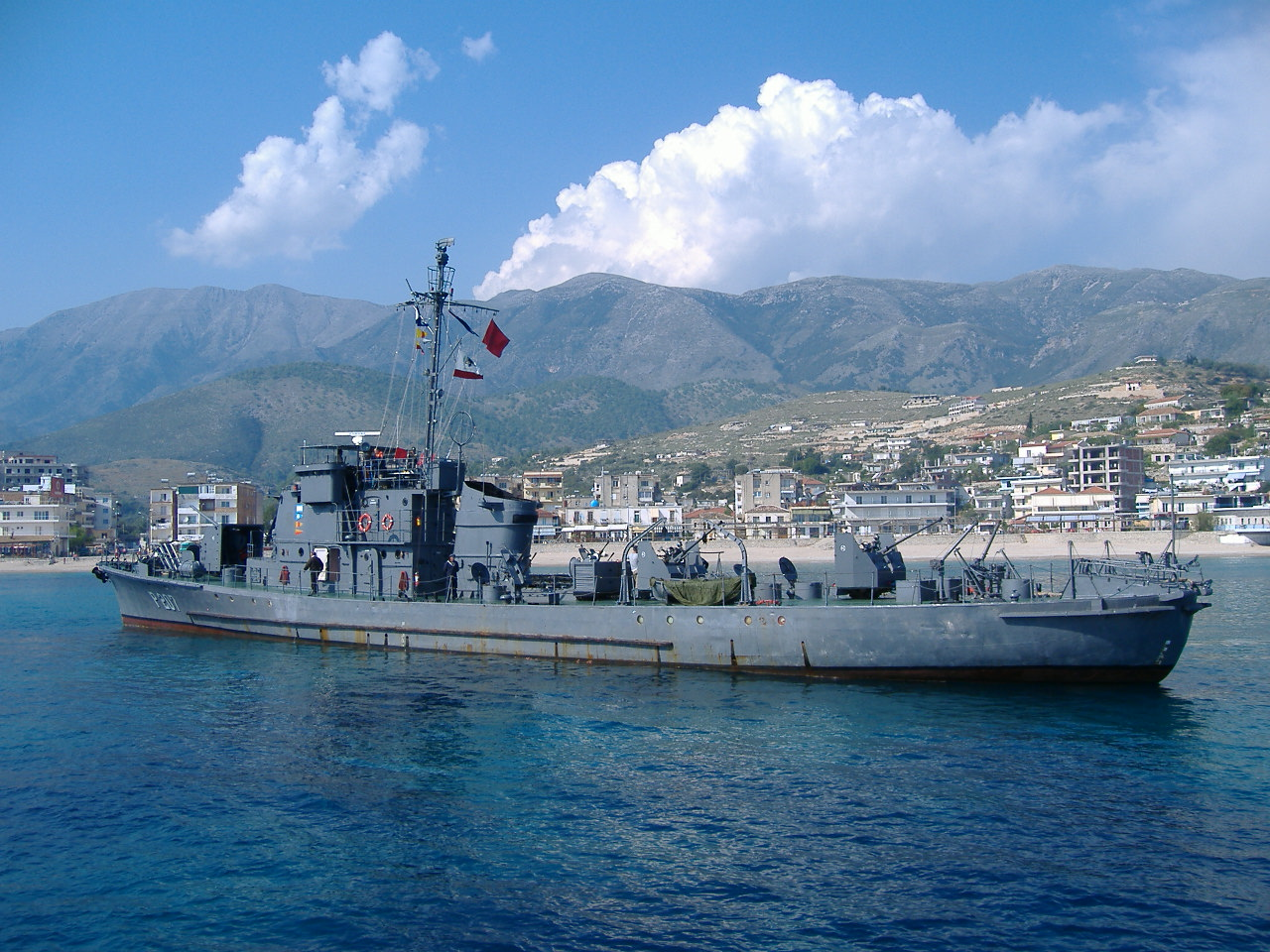
Советский охотник за подводными лодками проекта 122 времён Великой Отечественной войны

Охотник за подводными лодками — подкласс малого боевого корабля, предназначенного для поиска и уничтожения подводных лодок при несении дозорной службы или охранении транспортных судов и кораблей. 

## История
Появились в период Первой мировой войны, наибольшее развитие получили в годы Второй мировой войны. Размеры и ходовые характеристики охотников за подводными лодками могли варьироваться в широких пределах, вооружение их состояло из глубинных бомб и малокалиберных орудий. В послевоенный период совершенствование подводных лодок потребовало увеличения размеров кораблей, способных нести необходимое для эффективной борьбы с ними оборудование и вооружение, в связи с чем строительство охотников за подводными лодками было прекращено.

## Беспилотные суда
В связи с развитием технологий, в XXI веке идея охотника за подводными лодками возродилась в виде беспилотного судна, способного к длительному автономному или дистанционно-управляемому курсированию в заданном морском районе или сопровождению кораблей, поиску, обнаружению и сопровождению подводных лодок, в том числе и малошумных дизель-электрических, передаче координат обнаруженных лодок береговой охране, противолодочным кораблям или противолодочным самолётам. Такой проект с 2010 года разрабатывался Агентством по перспективным оборонным научно-исследовательским разработкам США (DARPA) в рамках программы ACTUV.
9 апреля 2016 года ВМС США заявили о спуске на воду опытного беспилотного тримарана «Морской охотник», длиной 40 м, водоизмещением 135 т, оснащенного дизельным двигателем. Корпус сделан из лёгкого немагнитного  углеродного композита. Судно не несёт вооружения, только гидрофонные, гидролокаторные и магнитометрические системы обнаружения подводных лодок, и, как ожидается, будет способно развивать скорость до 27 узлов, два-три месяца находиться в полностью автономном плавании. Предлагается использовать подобные суда в качестве автономного патруля береговой охраны или в составе противолодочной обороны авианосного соединения.